# Piotr Ratchkovski
Piotr Ivanovitch Ratchkovski (en russe : Пётр Иванович Рачковский ; 1851–1er novembre 1910) était le chef du bureau à l'étranger de l'Okhrana (la police politique secrète de la Russie impériale), basé à Paris, 79 rue de Grenelle. Il occupa cette fonction de mars 1885 à novembre 1902.

## Indicateurs
Parmi ses indicateurs, on compte:
- Arkady Mikhaïlovich Harting, agent provocateur russe, pseudonyme Abraham Landesen, terroriste du groupe Narodnaïa Volia en Russie et à Paris, puis chef du bureau parisien de l'Okhrana de 1905 à 1909.
- Yevno Azev
- Ignaty Kornfeld, parmi les anarcho-communistes.
- Prodeus, infiltré dans de nombreux cercles révolutionnaires.
- Ilya Drejner, parmi les sociaux-démocrates en Allemagne, Suisse et France.
- Boleslaw Malankiewicz, parmi les anarchistes et terroristes polonais à Londres.
- Casimir Pilenas, espion de Scotland Yard recruté pour travailler parmi les terroristes lettons.
- Zinaïda Joutchenko, parmi les socialistes révolutionnaires et leurs brigades d'assauts.
- Alexandre Evalenko, assigné à New York parmi les bundistes juifs.
- Ivan Manassievitch-Manouïlov, indicateur à Paris et à Rome.

## Dans la littérature
Piotr Ratchkovski aurait commandité la rédaction par Matveï Golovinski de l'ouvrage antisémite Les Protocoles des Sages de Sion destiné au départ à une opération de politique intérieure en Russie.
Piotr Ratchkovski est un personnage d'un roman d'Umberto Eco, Le Cimetière de Prague.